# 후지와라노 미치노부

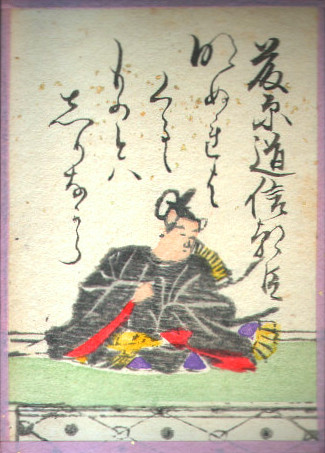
후지와라노 미치노부（백인일수）

후지와라노 미치노부(일본어: 藤原道信)는 일본 중고36가선에 포함된 인물이다. 헤이안(平安) 중기의 무인(武人)이자 가인(歌人)이었다. 덴로쿠(일본어: 天禄 텐로구[*])3년 (972년)에 태정대신(太政大臣)을 지내던 아버지 후지와라노 다메미쓰(藤原為光)에 의해 태어났다.
간나(일본어: 寛和 칸나[*])3년 (987년)에 우병위좌(右兵衛佐), 에이엔(永延)2년 (988년)에 좌근위소장(左近衛少将), 쇼랴쿠(正暦)2년 (991년)에 미노(美濃)의 수령과 좌근위중장(左近衛中将)을 겸하고 쇼랴쿠 5년 (994년)엔 종4위하(従四位下)에 오른다. 그러나 같은 해에 천연두를 앓아 23세의 나이에 숨을 거두고 만다.
습유와카집(拾遺和歌集)에 2수(首), 여타 칙찬와카집(勅撰和歌集)에 총 49수가 정리되어 있다.